# Kap Finisterre

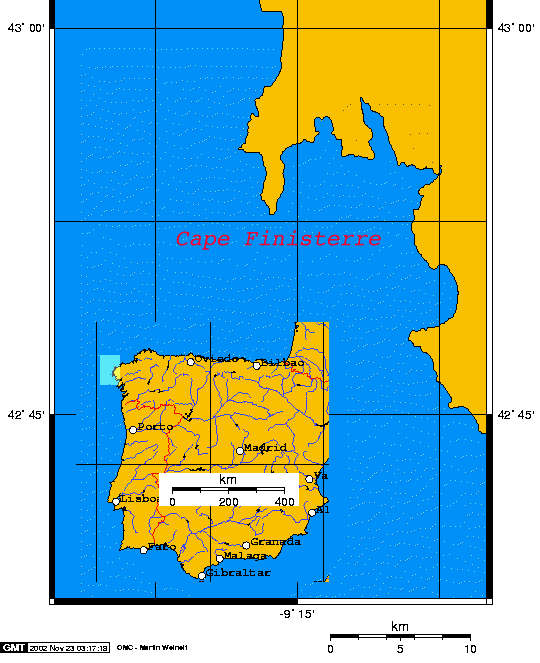
Lage des Kaps auf der Iberischen Halbinsel

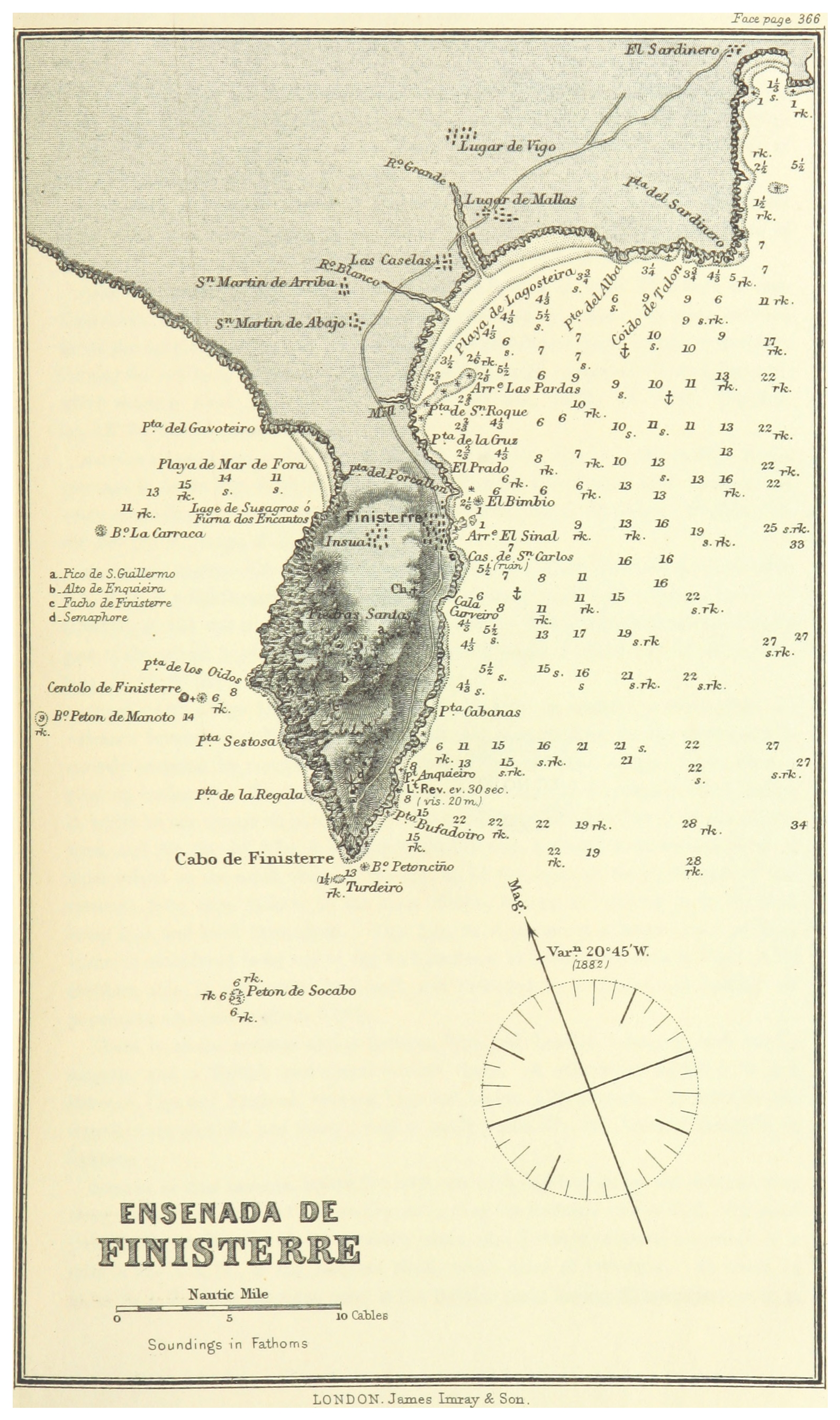
Topographie des Kaps auf einer Seekarte von 1884

Das Kap Finisterre (spanisch Cabo de Finisterre, galicisch Cabo Fisterra, beide abgeleitet von lateinisch finis terrae ‚Ende der Erde‘) ist ein Kap an der Westküste von Galicien im Nordwesten Spaniens. Es befindet sich in der Gemeinde Fisterra an der Südspitze einer kleinen Halbinsel aus Granitgestein, die an der höchsten Stelle 247 msnm erreicht. Kap Finisterre liegt etwa 60 km westlich der Pilgerstadt Santiago de Compostela und etwa 87 km südwestlich des Hafens A Coruña. Auf dem Kap befindet sich ein Leuchtturm für die Schifffahrt. Vor der Küste fanden Mitte des 18. und Anfang des 19. Jahrhunderts insgesamt drei Seeschlachten statt (siehe auch: Seeschlacht am Kap Finisterre).

## Ende des Jakobsweges
Für viele Jakobspilger gilt das Kap als das eigentliche Ende des Jakobswegs – der Camino a Fisterra endet hier. Die Wanderer setzen ihren Weg von Santiago dorthin fort oder besuchen es nach dem Ende ihrer Wallfahrt mit dem Bus. Aufnahme in der Pilgerherberge von Fisterra erhalten jedoch nur diejenigen, die zu Fuß, zu Pferd oder mit dem Fahrrad die Strecke von Santiago nach Fisterra zurückgelegt haben.

## „Ende der Welt“
Übersetzt bedeutet Finisterre bzw. Fisterra „Ende der Erde“. Das Kap ist nicht der westlichste Punkt des europäischen Festlands. Dieser befindet sich in Portugal ca. 40 km westlich von Lissabon am Cabo da Roca mit den Koordinaten 38° 46′ 51,4″ N, 9° 30′ 2,9″ W.
Der westlichste Punkt des spanischen Festlandes liegt ebenfalls nicht am Kap Finisterre, sondern gut 15 km nördlich an der Punta Laxial beim Cabo Touriñán, das die Koordinaten 43° 2′ 54″ N, 9° 18′ 0″ W hat. Etwa fünf Kilometer nordwestlich befindet sich an der Westseite der Halbinsel von Fisterra das Kap Cabo da Nave mit den Koordinaten 42° 55′ 18″ N, 9° 17′ 53″ W.
Weiter westlich (nicht auf dem Festland, aber geographisch zu Europa gehörend) ist auch der Südwesten Irlands.

## Bilder

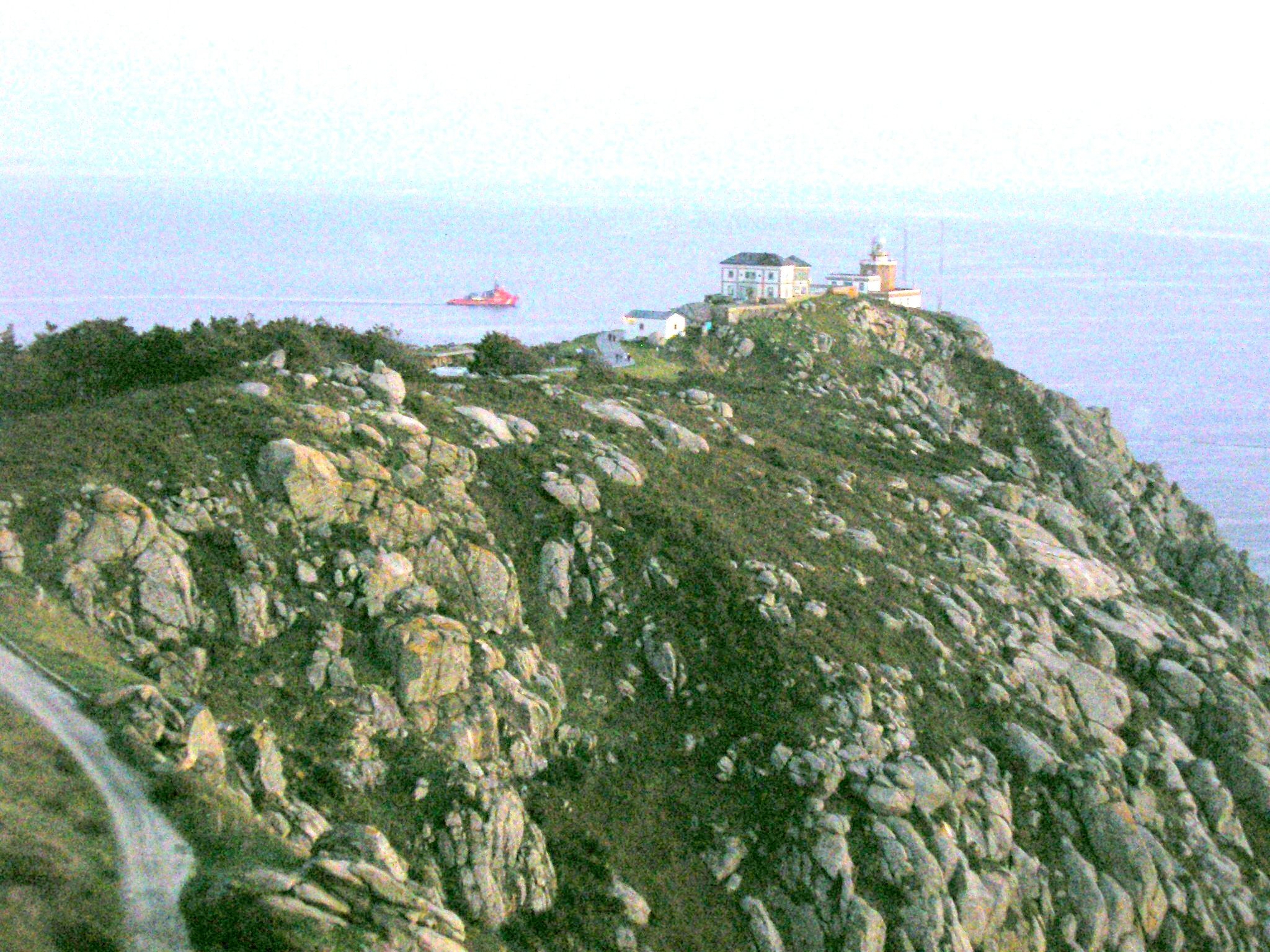
Kap Finisterre
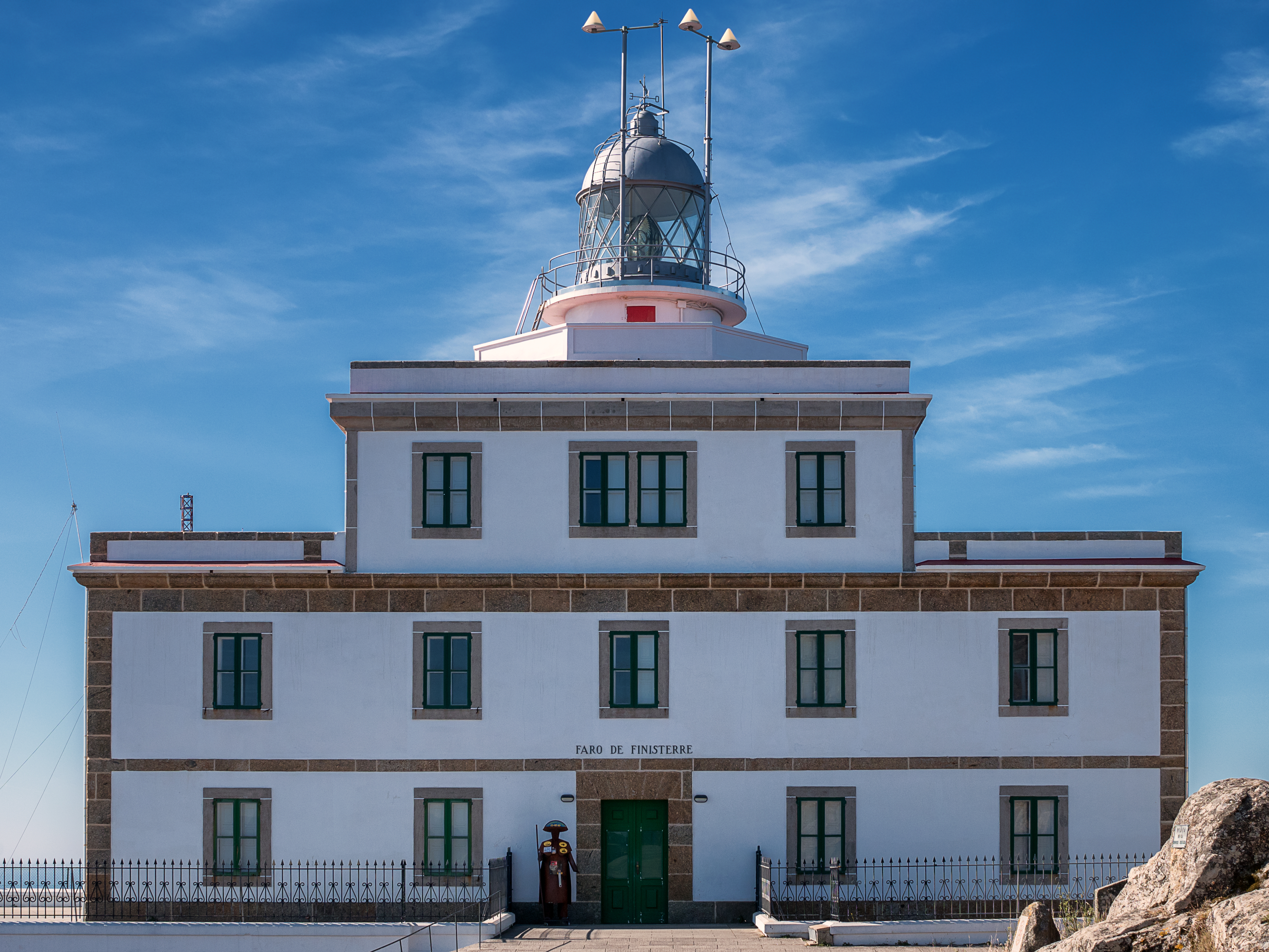
Leuchtturm am Kap Finisterre
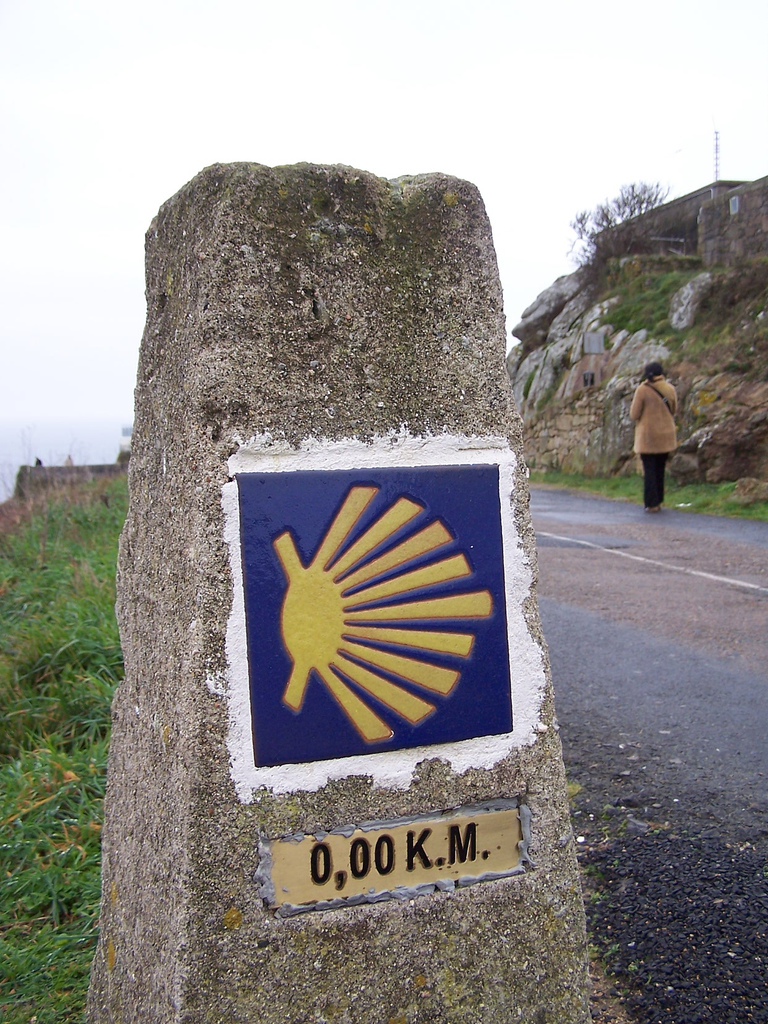
Das Ende des Jakobswegs
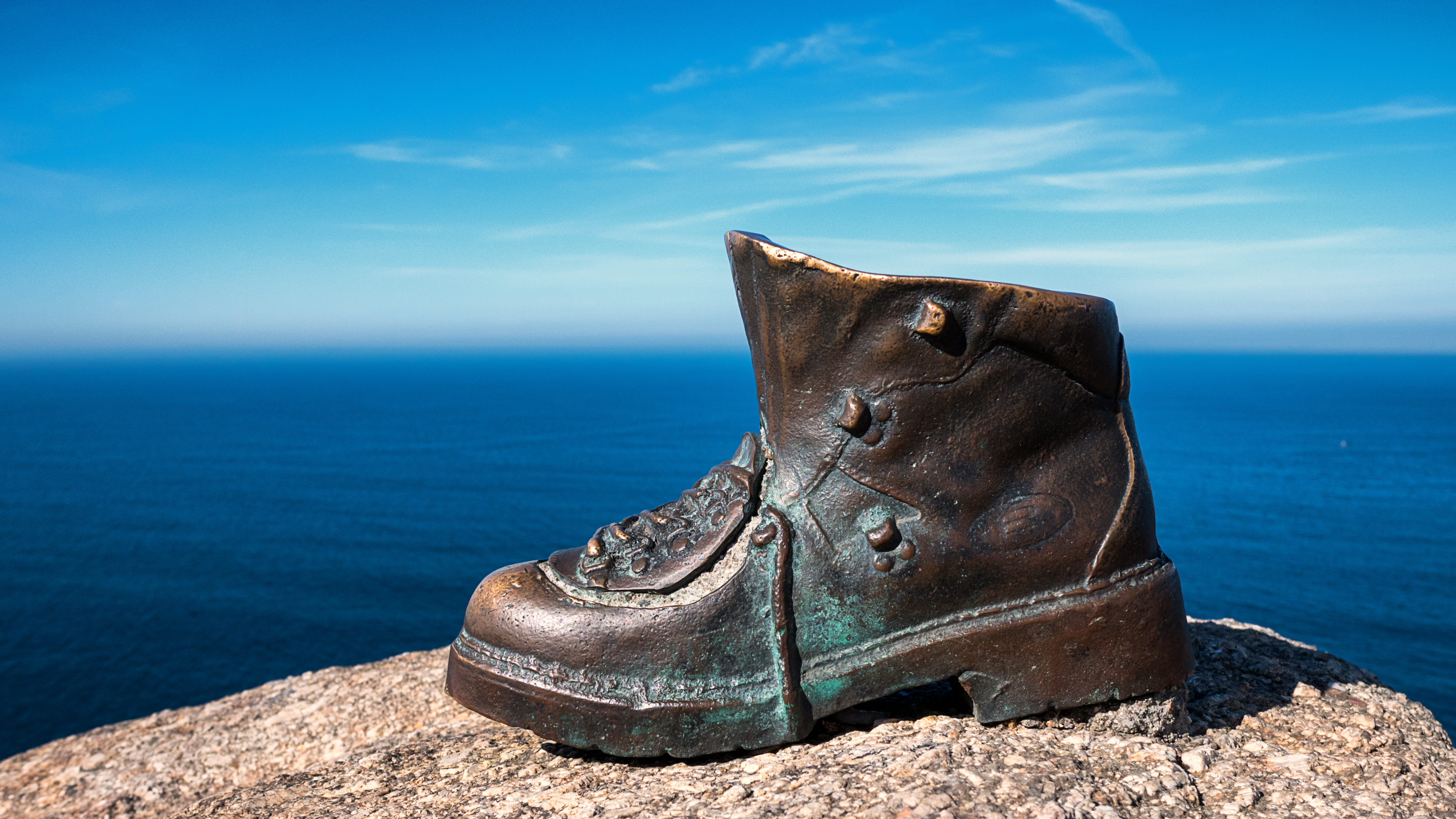
Skulptur eines Pilgerschuhs
Feuerstelle am Kap Finisterre zum Verbrennen der Pilgerkleidung am Ende des Jakobsweges